# Floscularia decora
Floscularia decora är en hjuldjursart som beskrevs av John R. Edmondson 1940. Floscularia decora ingår i släktet Floscularia och familjen Flosculariidae. Inga underarter finns listade i Catalogue of Life.